# 1924年5月德國國會選舉
1924年5月德國國會選舉在1924年5月4日舉行。德國社會民主黨在這次選舉中維持最大黨派地位，在472個議席中獲得100個議席。投票率77.4%。

各地得票率最高政黨